# Église de Lasnamäe
L'église de l'Icône « Panagia Gorgoepikoos » de la Mère de Dieu (estonien : Tallinna Jumalaema Kiirestikuulja ikooni kirik) ou église de Lasnamäe (estonien : Lasnamäe kirik) est une église orthodoxe de l'arrondissement de Lasnamäe à Tallinn en Estonie.

## Histoire
La construction de la nouvelle église orthodoxe du Patriarcat de Moscou à Lasnamäe a commencé à être planifiée et la recherche d'un emplacement pour l'église a commencé dans la première décennie du XXIe siècle, lorsque la ville de Tallinn était dirigé par le Parti du Centre et le maire. était Edgar Savisaar.
Tallinn a soutenu la construction du sanctuaire en établissant des droits de construction sur les propriétés appartenant à la ville en faveur de l'Église orthodoxe estonienne du Patriarcat de Moscou. La planification détaillée a été lancée en novembre 2003. L'église a été conçue par le cabinet d'architectes Z-Projekt OÜ, qui a remporté le concours, en collaboration avec les architectes Oleg Žemtšugovi, Nikolai Djatko ja Jevgeni Kolomenkiniga.
En septembre 2003, lors de sa visite en Estonie, le patriarche Alexis II a posé la première pierre de l'église. Le permis de construire a été délivré par le conseil municipal le 11 mai 2006 et la construction a commencé le 22 novembre 2006.
Pour construire l'église de Lasnamäe, Edgar Savisaar a demandé une subvention à Vladimir Iakounine, président des chemins de fer russes.
Vladimir Iakounine a annoncé la décision d'allouer un soutien de 1,5 million d'euros lors d'une visite le 9 février 2010. De février à octobre 2010, environ 13,5 millions de couronnes ont été transférées des comptes des sociétés de l'homme d'affaires russe Sergueï Petrov vers le compte de MPEÕK en vue de la construction d'une église.
Le 26 novembre 2010, un accord pour le financement de l'église de Lasnamäe a été signé après coup, pour lequel V. Bushuev est arrivé de Moscou à Tallinn, accompagné de l'accord signé à Moscou par le président de la Fondation Andrei Pervozvannyi, Sergei Chtchebligin.
L'église de Lasnamäe a été consacrée plusieurs fois. Le 19 février 2011, la croix de l'église est consacrée. Des représentants de la municipalité de Tallinn et du métropolite Kornelius étaient présents. Une délégation de la Fondation Andreï Pervozvanny, dirigée par le directeur des chemins de fer russes Vladimir Iakounine, est arrivée de Russie.
Le clocher de l'église a été inauguré le 5 mai 2013, inauguré Edgar Savisaar et Olga Ivanova, le clocher a été consacré par le métropolite Kornelius.
Les cloches des églises ont été coulées en Allemagne.
Le 16 juin 2013, le patriarche Cyrille de Moscou et de toute la Russie, en visite en Estonie, a consacré l'église qui était achevée.
L'église a été de nouveau inaugurée le 28 septembre 2013 par Edgar Savisaar, et le métropolite Kornelius.
La place du Patriarche Alexis II est située devant l’église. En 2012, le monument Alexis II a été inauguré à proximité de l'église.